# Георгий VII (царь Имеретии)
Георгий VII (груз. გიორგი VII; ум. 22 февраля 1720) — царь Имеретии (1707—1711, 1712—1713, 1713—1716, 1719—1720), внебрачный сын имеретинского царя Александра IV.

## Биография
Царевич Георгий воспитывался при дворе картлийского царя Ираклия I. В 1701 году после смерти своего старшего брата и имеретинского царя Симона, Георгий был отправлен картлийским царем Ираклием в Ахалцихе, где воспитывался при дворе Исак-паши.
В 1703 году по доносу ахалцихского паши турецкий султан организовал большой карательный поход против Георгия Абашидзе, правившего в Имеретии. Эрзурумский паша с большим войском по морю и суше должен вторгнуться в Имеретию. Сам эрзурумский паша двинулся на Гурию, а своего заместителя («кеху») направил в Ахалицихе, чтобы он собрал войско в Самцхе и вступил в Имеретию. Царь Георгий Абашидзе, взяв клятву верности с князей Гуриели и Дадиани, собрал войско и перекрыл горные дороги. Эрзурумский паша переправился через реку Чорохи и стал в Гурии, а кеха и ахалцихский паша расположились в Какасхиди. Турки-османы вынудили имеров отступить и вошли в Багдади. По морю турецкое войско под командованием сераскира прибыло в Одиши (Мегрелию). Однако между турецкими войсками не было никакой связи. Князь Гуриели нарушил клятву, данную Абашидзе, и перешел на сторону турок. Георгий Микеладзе, враждовавший с Георгием Липартиани, со своими воинами также присоединился к туркам. Микеладзе согласился стать проводником и сообщить сераскиру о действиях кехи. Сераскир с войском вступил в Имеретию, приказав кехи напасть на Аргвети, родовую вотчину Георгия Абашидзе. Турки-османы разорили Аргвети. Турки везде грабили и убивали местное население. Между тем в Стамбуле на престол вступил новый султан Ахмед, который приказал сераскиру прекратить имеретинский поход. Тогда сераскир приказал кехе примириться с Георгием Абашидзе и отступить. Кеха предложил Абашидзе разрушить Шорапани и встретиться с ним. Георгий Абашидзе согласился, но потребовал разрешения прибыть на встречу с военным отрядом. С конным отрядом из пятисот человек Георгий Абашидзе встретился с кехой. Они заключили мирный договор, кеха наградил Абашидзе и вернулся домой. Абашидзе за это разрушил крепость Шоропани, дал туркам заложников и большую взятку. Кроме того, по требованию кехи Георгий Абашидзе вынужден был усыновить царевича Георгия, сына Александра, став его опекуном. По распоряжение Абашидзе имеретинцы перекрыли гору Персати и убили многих турок. Ахалцихский паша ранен в руку. Имеретинцы захватили бесчисленную добычу и прибыли к Абашидзе. Турецкий сераскир прошел через Гурию в Турцию.
Георгий, сын Александра, который был назначен туркам новым царем Имеретии, испугался Абашидзе и укрылся в Кутаиси. По предложению вельможи Георгия Микеладзе царь Георгий женился на Родам, дочери бывшего картлийского царя Георгия XI. Вскоре Георгий Абашидзе начал враждовать с Георгием Микеладзе. Последний был изгнан из своего удела и уехал в Картли. Георгий Липартиани захватил земли Чиладзе-Микеладзе. Вскоре Иесе Липартиани, брат Георгия, владевший по его воле Лечхумом, бежал из своих владений в Кутаиси к царю Георгию. В 1703—1707 годах Георгий Микеладзе проживал при дворе картлийского царя. Георгий Липартиани прибыл в Лечхуми и назначил там правителем своего сына Бежана, а старшего сына Кации передал должность Дадиана, а ещё одного сына, монаха Габриеля, назначил епископом Чкондидела. Знатные имеретинские вельможи разделили между собой Имеретию.
Картлийский царь Вахтанг предложил Георгию Абашидзе породниться и прислать своего сына Левана в Картли, чтобы пожаловать ему земли картлийских Абашидзе и выдать за него замуж свою дочь. Однако слуги Георгия Абашидзе сообщили ему, что если он отправит своего сына в Картли, то царь Вахтанг вышлет его к персидскому шаху. Кроме того, имеретинский царь Георгий был женат на дочери царя Картли Георгия и просил Вахтанга о военной помощи. Георгий Абашидзе отказался породниться с царем Картли Вахтангом. Тогда Вахтанг VI стал помогать Георгию, привлек нас вою сторону католикоса, епископа Генатела и Шошиту Эристави.
В 1707 году заговорщики свергли с царского престола Георгия Абашидзе и провозгласили Георгия VII новым царем Имеретии. Георгий потребовал от Абашидзе, чтобы тот отказался от всех царских земель и вернулся в свои владения. Георгий Абашидзе попытался через посредничество католикоса примириться с царем, но ничего не смог сделать. Имеры стали переходить от Георгия Абашидзе на сторону царя Георгия. Абашидзе призвал на помощь Георгия Липартиани, который с войском прибыл в Ваке, где соединился с Абашидзе. Имеретинский царь Георгий с войском находился в Кутаиси. В это время сыновья Липаратини предали своего отца и перешли на сторону имеретинского царя Георгия. Зураб, Симон и Вахушти Абашидзе, племянники Георгия Абашидзе, также предали своего дядю и перешли на сторону царя Георгия. Имеретинский царь Георгий выступил из Кутаиси в поход против мятежников. Царь осадил крепость Кацхи, которую занимал Георгий Абашидзе. Рачинский эристави Шошота с войском по совету Липартиани перешел на сторону князя Георгия Абашидзе. Союзники расположились в Парцханаканеви, где стали ждать прибытия Георгия Абишидзе. Имеретинский царь Георгий с войском решил не дать врагам соединиться и немедленно двинулся на Георгия Липартиани и Шошоту Эристави. В 1709 году в ожесточенной битве мятежники были разгромлены. Узнав об этом, Георгий Абашидзе отступил и укрылся в крепости Свери. Имеретинский царь Георгий вторично осадил крепость Кацхи, которую вскоре ему сдал Паата Абашидзе, сына Георгия Абашидзе. Царь нарушил своё слово, продал всех жителей в рабство и сам занял крепость. Затем царь двинулся против самого Георгия Абашидзе, стоявшего в Свери, но не смог взять штурмом эту крепость и отступил. Имеретинский царь Георгий собрал войска и двинулся в поход на область Рачу, чтобы захватить и подчинить её своей власти. Царь осадил крепость Хотеви, но не смог её взять штурмом и вернулся в Имеретию. После этого царь отправился в поход на крепость Навардзети, принадлежавшую Абашидзе. Во время осады крепости Кация и Бежан Липаритиани посоветовали имеретинскому царю Георгию выступить против их отца и захватить Одиши. Георгий оставил под крепостью Навардзети Квели Церетели и выступил на Одиши. Георгий Липаритиани не смог ему противостоять и бежал в Абхазию. Имеретинский царь захватил Одиши и вторгся в Абхазию, преследуя Липаритиани. Здесь их встретил князь Шервашидзе, который заключил мир с царем Имеретии. Георгий вернулся в Одиши и назначил князем Мегрелии Кацию Липаритиани. Квели Церетели захватил крепость Навардзети. Во время похода царя на Одиши Эристави, союзник Абашидзе, напал на Чалатке, опустошил её полностью и вернулся в Рача. Тогда же имеретинский царь Георгий с войском выступил в карательный поход против князя Гуриели, который не стал ему помогать в борьбе против Абашидзе. Георгий разорил Гурию, а Гуриели не смог отразить его нападение. Между тем Георгий Липартиани вернулся из Абхазии и захватил Одиши. Георгий Липартиани заключил союз с Мамией Гуриели, женившись на его дочери Тамаре. Георгий Абашидзе бежал из Сверской крепости в Картли, где был принят картлийским царем Вахтангом.
В 1711 году имеретинский царь Георгий VII примирился с Георгием Липартиани, собрал войском и вместе с отрядами Липартиани вторгся в Рачу, опустошив эту область. Из-за новой измены Липартиани царь Георгий вынужден был отступить из Рача в Имеретию.
В том же 1711 году князья Георгий Липартиани, Шошота Эристави, Бежан Липартиани и Зураб Абашидзе посадили на царский престол в Имеретии князя Мамию Гуриели. Царь Георгий VII бежал из Имеретии в Картли, где в Гори был с почестями принят картлийским царем Вахтангом. Здесь же находился и Георгий Абашидзе. Мамия Гуриели, заняв имеретинский царский трон, назначил своего сына Георгия новым князем Гурии, развелся со своей женой Еленой Абашидзе и женился на Тамаре, сестре Шошоты Эристави. Царь Георгий потребовал от царя Картли Вахтанга выдать ему Абашидзе, который был его кровным врагом. Тогда Вахтанг примирил их и отправил Георгия Абашидзе в Имеретию. Царь Георгий удалился из Картли в Самцхе, где был принял атабегом Исак-пашой, который обещал оказать ему военную помощь. Между тем Зураб Абашидзе поссорился с царем Мамией Гуриели и бежал в турецкие владения. Здесь он встретился с царем Георгием и предложил ему вернуться в Имеретию. Они связались с Бежаном Липартиани, правителем Лечхуми, который обещал им помочь. Летом царь Георгий с Зурабом Абашидзе из Ахалцихе прибыли в Аргвети, а оттуда пришли в Лечхуми. Здесь с ними соединился Бежан Липаритиани с лечхумцами. Имеретинский царь Георгий двинулся на Аргвети. Между тем Мамия Гуриели с войском выступил из Кутаиси на Аргвети. С ним был Шошота Эристави, имеры и гурийцы. В 1712 году в битве при Чхари царь Георгий одержал победу над Мамией Гуриели, который потерял много воинов и бежал в Рача.
В 1712 году Георгий VII вторично занял имеретинский царский престол. Все пленные гурийцы были проданы туркам в рабство. Георгий Абашидзе из Свери прибыл в Картли. Имеретинский царь Георгий, узнав об этом, осадил Свери, но не смог взять крепость. Но Зураб Абашидзе подкупил защитников и сам занял Свери. Мамия Гуриели в Кцхиванвали был встречен Бакаром, сыном картлийского царя Вахтанга, и препровождён в Гори. Мамия Гуриели получил проводников и прибыл в Джавахети к своему зятю Асан-паше, а оттуда вернулся в Гурию. Осенью Георгий Абашидзе прибыл в Рача.
В 1713 году вельможи Гуриели, Дадиани, Абашидзе и Эристави собрали свои силы и в ноябре пришли к Окрибу. Имеретинский царь Георгий VII вместе с Зурабом Абашидзе находился тогда в Кутаиси. В сражении с мятежниками царь Георгий потерпел поражение и бежал в Картли. Мамия Гуриели вновь захватил царский трон в Имеретии. Картлийский царь с почестями принял изгнанного царя Георгия в Тбилиси. Вскоре из Картли Георгий уехал в Ахалцихе, прося военной помощи у Исаак-паши против мятежных вельмож.
В январе 1714 году имеретинский царь Мамия Гуриели скончался, его сын Георгий Гуриели стал новым князем Гурии. Весной того же 1714 году Георгий VII вернулся в Имеретию и занял царский трон. Георгий прибыл в Рача, где женился на сестре Шошоты Эристави, вдове Мамии Гуриели. Затем Георгий вернулся в Имеретию и укрепил союз с князьями Дадиани и Гуриели. Вельможи Бежан Липартиани и Зураб Абашидзе отказались признавать верховную власть Георгия и стали совершать набеги на царские владения. Вскоре на сторону мятежников перешел Паата Пхеидзе. В ответ царь Георгий с войском осадил его крепость Сацире, но не смог её взять и отступил в Гегути. Бежан Липартиани предложил царю 4000 алтын, чтобы он изгнал его отца Георгия Липартиани из Одиши и посадил его на место отца. Имеретинский царь Георгий, собрав войско, вместе с Бежаном и Зурабом выступил против Георгия Липартиани. В 1715 году имеретинский царь Георгий посадил Бежана Липартиани на княжение в Одиши. Хотя остальные крепости ещё оставались за его отцом Георгием Липартиани. Затем царь поссорился с Бежаном Липартиани и Зурабом Абашидзе, призвал эристава и имеров, выступил в поход на Одиши и посадил на княжение Георгия Липартиани и вернулся в Имеретию. Вскоре царь Георгий VII пригласил Георгия Липартиани в Гегути, где договорился с ним о походе против его сына Бежана Липартиани. Однако Бежан смог коварно заманить отца в ловушку, схватил его и заключил в темницу. Бежан Липартиани захватил Одиши, схватил и истребил сторонников своего отца. А царь Георгий вместе с Эристави напал на Зураба Абашидзе, разорил его вотчину и ушел.
В 1716 году имеретинские князья (мтавары) Бежан Дадиани и Зураб Абашидзе обратились к ахалцихскому паше Аслану, прося его за большую взятву свергнуть царя Георгия VII и посадить на царский престол гурийского князя Георгия Гуриели, сына Мамии Гуриели. Аслан-паша согласился помочь и с турецким войском вторгся в Имеретию. Имеретинский царь собрал своё войско, но не смог противостоять превосходящим силам турецкой армии. Князья Бежан Дадиани и Зураб Абашидзе встретили пашу и служили ему проводниками. Царь Георгий VII отступил из столицы в Рача. Турки-османы расположились в Квацихе, где простояли один месяц, собираясь преследовать царя, но затем отступили в Кутаиси. Между тем царь Георгий с войском выступили из Рача и прибыл в Свимонети. Ахалцихский паша с армией двинулся против царя и разгромил его в Свимонети. Георгий, потеряв убитыми много воинов, бежл в Картли. После победы ахалцихский паша вернулся в Кутаиси. Князья Бежан Дадиани и Зураб Абашидзе совершили нападение на владения царицы Родам в Сванетии. Ахалцихский паша посадил на царский престол в Кутаиси гурийского князя Георгия Гуриели, но он занимал трон только три месяца. Новый имеретинский царь Георгий Гуриели не пользовался поддержкой населения и вскоре уехал в Гурию. Князья Абашидзе, Дадиани и Эристави разделили между собой все царство.
Вскоре князь Георгий Гуриели поссорился со своей матерью Еленой, которая вызвала из монастыря своего другого сына Кайхосро и посадила его на княжении в Гурии. Елена обратилась за помощью к мтаварам-правителям Дадиани, Эристави и Абашидзе, которые со своими отрядами вступили в Гурию и изгнали оттуда Георгия Гуриели. Мтавары разорили Гурию, получили дары от Елены и отступили. Георгий Гуриели бежал в Ахалцихе. Весной царь Георгий VII вернулся из Картли в Имеретию, но правители отказались признавать его царем. Тогда царь Георгий бежал из Имеретии в Ахалцихе. Здесь Георгий VII и Георгий Гуриели породнились, царь женился на Тамаре, сестре Георгия Гуриели. Не получив помощи в Ахалцихе, Георгий Гуриели отправился в Эрзурум, где получил войско от местного паши. Вместе с турками Георгий Гуриели вернулся в Гурию и вернул себе княжество, изгнав оттуда свою мать с братьями. Имеретинский царь Георгий VII в 1717 году отправился в Стамбул.
В 1719 году имеретинский царь Георгий VII вернулся из Стамбула в Ахалцихе. Ахалцихский паша Исак по приказу султана предоставил ему своё войско. В августе царь Георгий с турецкой армией вступил в Имеретию и занял столицу — Кутаиси. Вельможи Дадиани, Эристави и Абашидзе расположились в Окрибе. Царь Георгий VII потребовал, чтобы они признали его царскую власть, но они отказались. Тогда царь Георгий с турками выступил против мятежных мтаваров, которые обратились в бегство. Князья Дадиани и Абашидзе ушли в Одиши, а их союзник Эристави — в Рача. Турки-османы перебили многих их воинов, разорили Окриба, разрушили замки. Оттуда царь Георгий с турками вторгся в Одиши, владение князя Дадиани, и разорил его. Дадиани преподнес большие дары туркам и убедил их покинуть Одиши. Царь Георгий вернулся в Кутаиси, заключил мир с мятежными князьями и отпустил турок.
Весной 1720 году имеретинские мтавары Дадиани, Абашидзе и Эристави составили заговор против царя Георгия VII. К царю отправился князь Симон Абашидзе, который должен был его убить. В апреле Симон Абашидзе пригласил Георгия VII к себе на пир, во время которого царь был убит. Его приверженцы, сопровождавшие царя, были схвачены в плен и проданы в рабство.

## Семья
Георгий VII имел четырёх жен. В 1703 году женился на Родам, дочери царя Картли Георгия XI, с которой развелся в 1712 году.
В 1712 году вторично женился на дочери князя Георгия Абашидзе, с которой развелся в 1713 году.
В 1714 году в третий раз женился на Тамаре (ум. 1714), дочери князя Папуне Чхеидзе.
В 1716 году в четвёртый раз женился на Тамаре Гуриели (ум. 1741), дочери князя Гурии Мамии V Гуриели, от которой имел сына: Георгия IX.
Также имел двух внебрачных детей: Александра V и Мамуку.